# Monte Caio
Il monte Caio è una vetta dell'appennino parmense geograficamente ubicata tra i comune di Palanzano, Tizzano Val Parma e Corniglio e che culmina con la punta Bocchialini a quota 1.584 metri; la vetta si trova situata nel comune di Palanzano.  
È il monte con altezza superiore ai 1.500 metri più vicino al capoluogo di provincia Parma (38 km).
Sulle sue pendici, a quota 1.250 m nel territorio del Comune di Tizzano Val Parma, si trova la stazione sciistica di Schia, dotata di tre impianti di risalita, tra cui una nuova (2008) seggiovia biposto, che vanno a servire circa 15 km di piste.
Il monte Caio è ricco di boschi, pascoli e fontane, tra cui quella che scaturisce sotto l'eremo di San Matteo e si raccoglie in un tronco d'albero. A quota 1.450 m si trova un piccolo laghetto alimentato da una sorgente sotterranea.
Vi sono molti punti panoramici e sentieri suggestivi per il trekking a piedi, a cavallo o con le mountain bike, tra cui spicca la pista per Downhill MTB realizzata nel 2008.
In una zona del monte denominata Costa Grande è presente inoltre un'area decollo per parapendii tra le più importanti d'Italia.
In una zona del Caio verso Agna di Corniglio è presente una pianta plurisecolare che lascia stupefatti i turisti che vengono ad ammirarla per la sua imponenza. Si tratta di un faggio tra i più antichi d'Europa, chiamato  "grande faggio" dagli abitanti della zona.
Dalle pendici del monte nascono molti rii e torrenti. I più importanti sono:
- il torrente Bardea, che nasce in prossimità del lago delle Ore e si sviluppa verso est raggiungendo il torrente Enza in località Ranzano;
- il torrente Parmossa, che prende origine dal pian della Giara (nei pressi di Schia) e si dirige verso nord-ovest per raggiungere il torrente Parma in località Pastorello di Langhirano.

I contorni del monte sono definiti dalla val Parma verso nord-ovest, dalla val Bratica verso sud-ovest, dalla Val Cedra verso sud e dalla val d'Enza verso est.

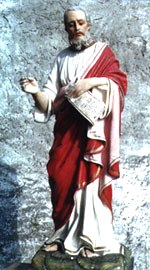
La statua di san Matteo posta all'interno dell'eremo.

Una tradizione molto sentita dagli abitanti delle zone circostanti è quella di partecipare, il 21 settembre di ogni anno, alla  festa di san Matteo nel Comune di Palanzano raggiungendo a piedi l'eremo del santo, posto in prossimità della cima, tramite il  sentiero del Dragolare.

## Storia
Nel novembre 1944 la zona fu teatro di feroci rastrellamenti nazi-fascisti, con gravi perdite tra le file partigiane: un cippo in località Agna ne ricorda sei - Alfredo Azzoni (nome di battaglia "Bill"), Arturo Gavazzoni ("Aramis"), Ovidio Mattavelli ("Jaurès"), Soemo Remagni ("Dimitri"), Michele Saccani ("Michele") e un certo Rossi ("Lampo") - mentre una strada, "via Caduti Monte Caio", li omaggia tutti. 

## Galleria d'immagini

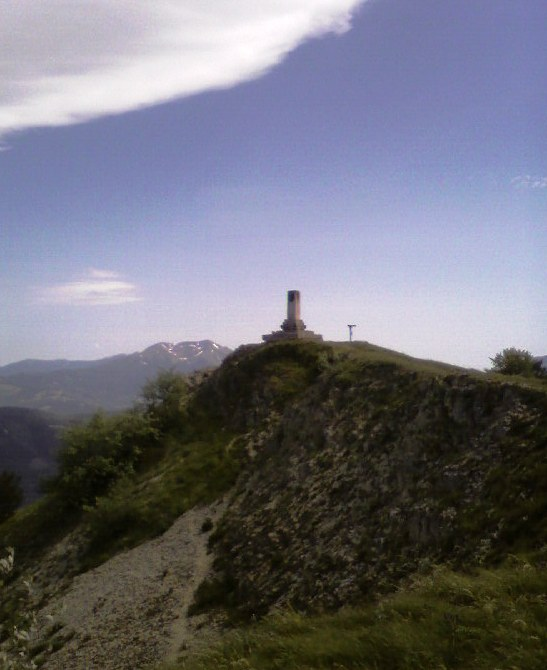
Il cippo di sommità del monte Caio
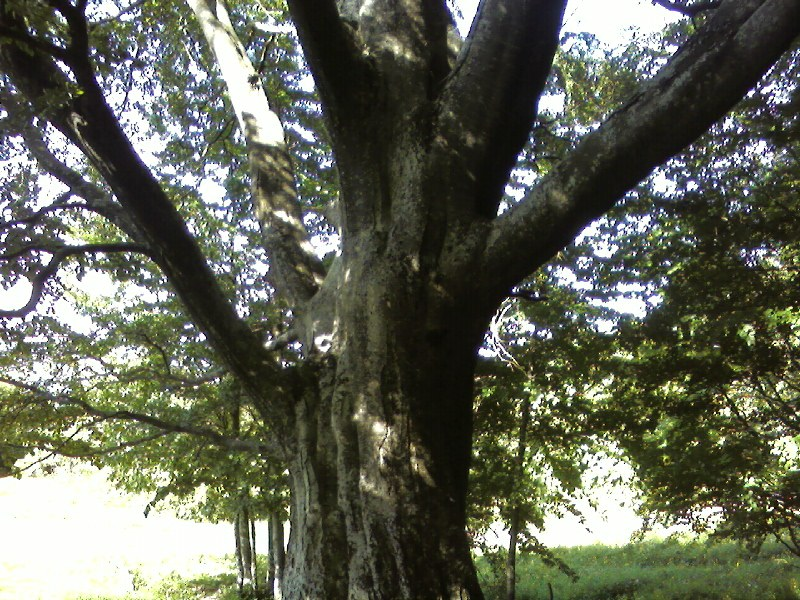
Il "Grande Faggio" di Agna